# Towsta Mohyla

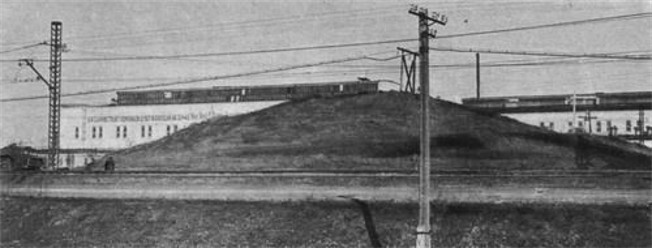
Der Kurgan Towsta Mohyla (1970)

Towsta Mohyla (ukrainisch Товста Могила, wörtlich „Dickes Grab“) ist ein skythischer Kurgan aus dem 4. Jahrhundert v. Chr. bei Pokrow in der Ukraine.

## Geschichte

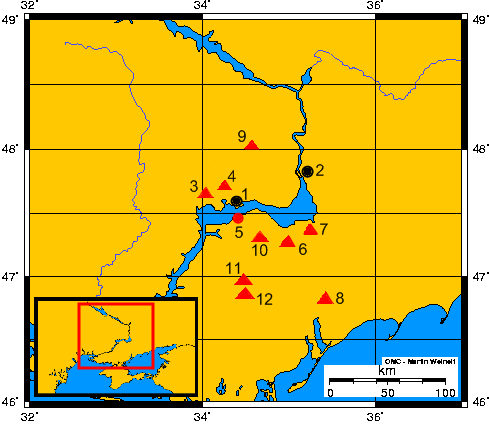
Karte skythischer Siedlungen und Grabhügel am unteren Dnepr; Towsta Mohyla ist Nr. 3

### Ausgrabung
Der Archäologe Borys Mosolewskyj machte 1969 und 1970 den Direktor des Bergbau- und Verarbeitungswerks Ordschonikidsewsk auf die Notwendigkeit aufmerksam, den Hügel zu untersuchen. Forschung konnte dort zunächst nicht betrieben werden, da es ein Verstoß gegen die Finanzdisziplin gewesen wäre. Der Hügel fiel nicht in den Bereich zukünftiger Steinbrüche. Einer der einflussreichen Beamten von Dnipropetrowsk benötigte Schwarzerde für die Landgewinnung in seinem Gebiet und gewann die Unterstützung mehrerer anderer einflussreicher Personen bei der regionalen Führung. Sie untersuchten den 8 Meter hohen Hügel, berechneten das Volumen der Schwarzerdeböschung und wandten sich an Mosolewskyj in Kiew.
Die Ausgrabung fand 1971 statt. Der Hügel war ursprünglich bis zu 21 Meter hoch. Zwei Grabkammern skythischer Adliger wurden freigelegt. Das Zentralgewölbe war geplündert worden, das Seitengewölbe war intakt. In der Nähe der Grabeingänge standen in einer separaten Nische die Räder zerlegter Leichenwagen. Über einer der Eingangsgruben wurde ein großer Satz Bronzeornamente aus dem Trauerzug entdeckt. Das zentrale Gewölbe enthielt Überreste eines skythischen Adligen. Das Seitengewölbe enthielt fünf Skelette, von denen die wichtigsten einer skythischen Adligen und einem Kind gehörten. Sechs Pferde und vier Diener der Adligen waren ebenfalls darin begraben.

### Fundstücke

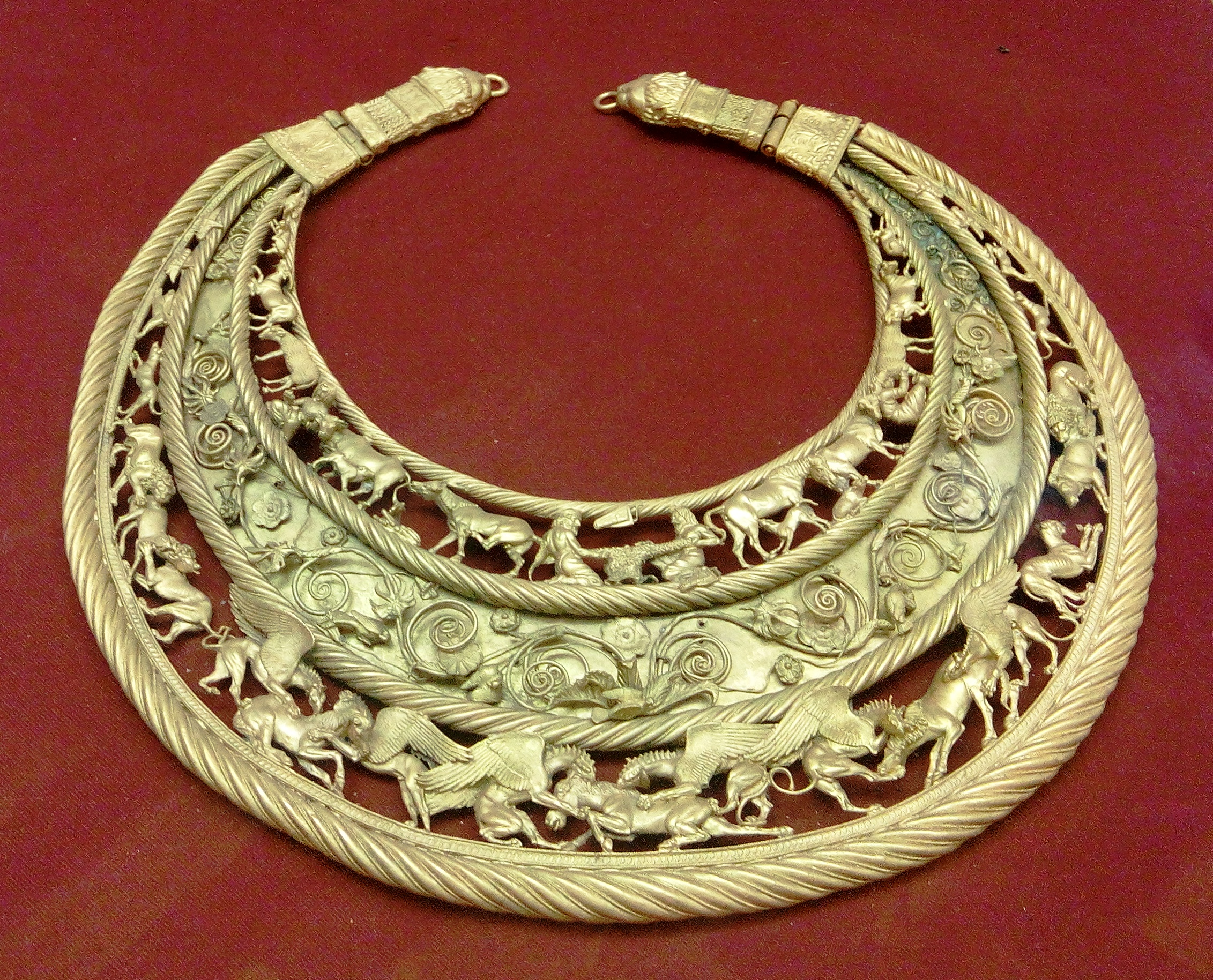
Pektorale

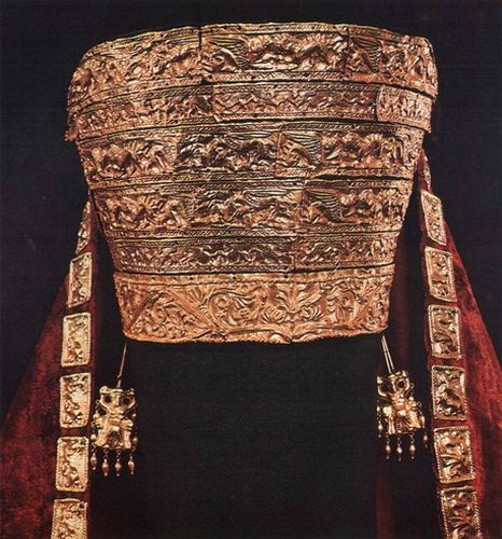
Weiblicher Kopfschmuck

Die gefundenen Relikte deuten eine iranische oder assyrisch-babylonische Herkunft an und könnten Einflüsse aus Indien, Griechenland und China haben. Die Skelette im Seitengewölbe waren mit zahlreichen Goldornamenten und anderen Artefakten bedeckt.
Einer der Funde war ein goldenes Pektorale mit einem Durchmesser von 30,6 cm und einem Gewicht von 1150 g, das Szenen aus dem Alltagsleben der Skythen und Tiermotive darstellte. Es wurde zusammen mit einem eisernen Schwert in einer goldverzierten Scheide in einem kurzen Korridor gefunden, der eine der Grabkammern mit der Eingangsgrube verband. Die Herstellungstechniken waren Gießen nach dem Wachsausschmelzverfahren, Prägen, Gravieren, Filigranarbeiten, Löten und Einlegen mit farbigen Emails. Das Pektorale wurde im zweiten Viertel des 4. Jahrhunderts v. Chr. von griechischen Kunsthandwerkern im Auftrag des skythischen Adels als diplomatisches Geschenk angefertigt, zum Beispiel in den Schmuckwerkstätten von Athen oder Pantikapaion. Es wurde als „eine Symphonie und eine Geschichte in Gold“ beschrieben und wurde angeblich von einem skythischen König getragen.
Ein weiterer wichtiger Fund war ein goldener Frauenkopfschmuck. Der im Kurgan gefundene Schatz, der Waffen, Metall- und Tongefäße und Artefakte sowie über 600 Goldgegenstände und Ornamente umfasste, ist einer der reichsten archäologischen Funde aus dieser Zeit. Die gefundenen Goldornamente wurden als Beweis für die entwickelte Kultur und Herstellungsgewohnheiten der Skythen verwendet. Außerdem dienten sie als Beleg für ihren Reichtum, da viele Ornamente von den Griechen gekauft wurden. Die Sammlung befindet sich heute im Nationalen Historischen Museum der Ukraine.
Zu den Goldornamenten der Adligen gehören eine massive gegossene Griwenka, verziert mit Figuren von Löwen, die ein junges Reh jagen, Schläfenanhänger mit dem Bild einer auf einem Thron sitzenden Göttin, drei breite Armbänder und 11 Ringe. Ähnliche, aber viel einfachere Dekorationen wurden auch beim Grab des Kindes gefunden.
Anhand der Positionierung der Goldornamente der Artefakte wurden die Umrisse der damaligen Kleidung rekonstruiert, zum Beispiel verschiedener Kopfschmuck und Schuhe für Frauen. Hunderte Stickereien zur Befestigung von verzierten Goldplättchen sind in der Towsta Mohyla erhalten geblieben. Der Kopfschmuck reichte von Diademen über eng anliegende Mützen zu 30 cm langen kalathosförmigen Kopfbedeckungen.

## Rechtsstreit mit Russland
Eine Nachbildung des Pektorale gehörte zu Artefakten, die 2014 in einer Ausstellung mit dem Titel Krim: Gold und Geheimnisse aus dem Schwarzen Meer im Allard Pierson Museum in Amsterdam zu sehen waren. Dieser etwas irreführende Name hat sich in der Presse für die Sammlung wertvoller archäologischer Objekte eingebürgert, die im Rahmen der Ausstellung präsentiert wurden. Nur knapp ein Viertel der 432 Objekte sind tatsächlich aus Gold. Die Ausstellung wurde von Juli 2013 bis Januar 2014 im LVR-Landesmuseum Bonn gezeigt, bevor sie nach Amsterdam ging. Die Macher hatten den Anspruch, die kulturellen Wechselwirkungen der antiken Zivilisationen der Halbinsel Krim für die Westeuropäer darzustellen: der Griechen auf der einen, der nomadischen Steppenvölker auf der anderen Seite. Unter den Objekten fanden sich altgriechische Gefäße, Plastiken, filigrane Broschen und Juwelen ebenso wie skythische Waffen, Begräbnismasken und Helme oder wertvolle chinesische Lackkästchen aus der Han-Dynastie. Die Halbinsel war einst ein Schmelztiegel der Kulturen des Orients und Okzidents. Die antiken Schätze waren Leihgaben, als Russland im März 2014 die Krim von der Ukraine annektierte. Nach der Schließung der Ausstellung wusste die Institution nicht, wohin sie die ausgeliehenen Gegenstände schicken sollte und brachte die Angelegenheit in einem jahrelangen Gerichtsverfahren vor die niederländischen Gerichte.
Der Streit um die Artefakte ist zum Sinnbild der Territorialstreitigkeiten zwischen den beiden Nationen geworden. 19 Stücke der insgesamt 432 Kunstgegenstände stammten aus dem Museum für Nationalgeschichte in Kiew – dabei handelte es sich um die Gold-Objekte der Skythen. Die übrigen 413 kamen aus den vier wichtigsten Museen der Krim. Moskau bestritt den Anspruch der Ukraine vor niederländischen Gerichten und argumentierte, dass die Nichtrückgabe der Artefakte von vier Institutionen auf der Krim gegen deren Darlehensvereinbarung verstoße. Das skythische Gold, wie es oft genannt wird, „gehört zur Krim und muss dort sein“, sagte Kremlsprecher Dmitri Peskow laut Interfax auf einer Pressekonferenz gegenüber Reportern. Die Artefakte sollen auf Anordnung des Hohen Rats der Niederlande in die Ukraine überführt werden. Das niederländische Gericht entschied, dass der Schatz antiker Artefakte Teil des nationalen Erbes der Ukraine sei und nicht zur von Russland annektierten Krim gehöre. Laut Präsident Wolodymyr Selenskyj „können die Artefakte nicht dem Besatzer, dem Räuber, übergeben werden“. Außerdem werde der Schatz „auf der Krim sein, wenn die ukrainische Flagge auf der Krim wehen wird“. Mitarbeiter des Amsterdamer Museums bekräftigten, dass die Gegenstände „bis zur Deokkupierung der Krim aufbewahrt“ würden.